# أدولفو صموئيل أكوستا رودريغيز
أدولفو صموئيل أكوستا رودريغيز (بالإسبانية: Adolfo Samuel Acosta Rodríguez)‏ هو لاعب كرة قدم إسباني، ولد في 19 مايو 1981 في Las Palmas (disambiguation) ‏.

## روابط خارجية
- أدولفو صموئيل أكوستا رودريغيز على موقع Paralympic.org (الإنجليزية)
- أدولفو صموئيل أكوستا رودريغيز على موقع IPC.InfostradaSports.com (مؤرشف) (الإنجليزية)
- أدولفو صموئيل أكوستا رودريغيز على موقع اللجنة البارالمبية الإسبانية (الإسبانية)